# الفترة الزرقاء

بابلو بيكاسو، عازف القيثار المسن ٬ 1903 معهد الفن (شيكاغو)

الفترة الزرقاء (بالإسبانية: Período Azul)‏ هو مصطلح يستخدم لتعريف الأعمال التي أنتجها الرسام الإسباني بابلو بيكاسو بين عامي 1901 و1904. وسميت بهذا الاسم بسبب اللون الأزرق ودرجاته الذي سيطر على جميع لوحاته خلال تلك السنوات. هذه الأعمال الكئيبة المستوحاة من أسبانيا والتي رسمت في برشلونة وباريس، أصبحت الآن من أعماله الأكثر شعبية، على الرغم من صعوبة بيعها في ذلك الوقت.
نقطة بداية هذه الفترة غير مؤكدة. ربما تكون قد بدأت في إسبانيا في ربيع عام 1901 أو في باريس في النصف الثاني من العام. وتأثر بيكاسو برحلة عبر إسبانيا وانتحار صديقه كارلوس كاسيجماس.
وتشمل الموضوعات المتكررة الأخرى العرائس والأمهات اللواتي لديهن أطفال. تهيمن الشخصيات الفردية على أعماله في الفترة الزرقاء. تتخلل الأعمال كذلك مواضيع من الشعور بالوحدة والفقر واليأس. ربما عمله الأكثر شهرة في هذه الفترة هو عازف القيثار المسن. وتشمل الأعمال الرئيسية الأخرى بورتريه سولير (1903) وبورتريه سيليستينا  (1904).
أعقب فترة بيكاسو الزرقاء فترة وردية له. انتهت نوبة بيكاسو من الاكتئاب تدريجياً، ومع تحسن حالته النفسية، تحرك نحو أعمال أكثر بهجة وحيوية، وشدد على استخدام الألوان الوردية والألوان الدافئة الأخرى للتعبير عن التحول في المزاج والمواضيع.

## معرض الصور

بابلو بيكاسو٬ 1901–02 ٬ (امرأة مكتوفة الذراعين)

بابلو بيكاسو، 1902-1903 (امرأة حزينة).

## اقرأ ايضاً
- فن حديث
- التكعيبية